# DJ Mike MD
DJ Mike MD, geboren als Michael Jean Pierre Dippon, ist ein deutscher Musikproduzent, Toningenieur und DJ. Er stammt aus der schwäbischen Gemeinde Illingen im Großraum Stuttgart, wo er sein eigenes Musikstudio mit dem Namen MDs Dome Studio betreibt.

## Leben
In der Anfangszeit der Hip-Hop-Bewegung in Deutschland zu Beginn der 1980er wurde DJ Mike MD dank des Films Wild Style zu einem begeisterten Breakdancer und trat im Zeitraum von 1988 bis 1995 regelmäßig mit seiner Pforzheimer B-Boy Crew Rocking Force auf Veranstaltungen in ganz Europa auf. Zeitgleich hat er begonnen sich für DJing beziehungsweise Turntablism zu interessieren, dem er seit dem Jahr 1984 auch aktiv nachgeht und wodurch er später zum Produzieren kam.
Mit seinen beiden Standbeinen in der Hip-Hop-Szene fußten später verschiedene musikalische Projekte wie Colours United mit dem New Yorker Rapper Dee Smoove oder No Limits, einer Hip-Hop-Gruppe, die er zusammen mit Toni L gegründet hatte. Aus dieser Gruppe ging im Jahr 1987 durch das Beitreten von Gee One, Torch und Linguist die später als Hip-Hop-Pioniere gefeierte Gruppe Advanced Chemistry hervor. Noch vor seiner Zeit bei Advanced Chemistry brachte er mit dem englischsprachigen Duo Colours United eindeutige politische Statements zum Ausdruck (z. B. mit der Single Stop The Racism).
Im Jahr 1991 verließ er die Heidelberger Hip-Hop-Band und konzentrierte sich auf Colours United und andere musikalische Projekte. Obwohl Mike MD sich fortan auf eigene Projekte konzentrierte, wurde der Ausstieg von keiner Seite jemals bestätigt. Danach baute er sich ein eigenes Musikstudio mit dem Namen MD Dome Studio auf, das er bis heute betreibt. Zudem startete Mike MD diverse Einzelprojekte im Latin-, House- und Brasil-Bereich.
DJ Mike MD produzierte auch einige Solostücke für Toni L sowie diverse Tracks und Remixes für unter anderem Gloria Gaynor, Curtis Womack, die Southside Rockers, Sqeezer, Bed & Breakfast und Ermitage. Des Weiteren arbeitete DJ Mike MD an einem Soloprojekt seines Freundes und früheren Weggefährten Linguist. Als Produzent gelang ihm unter anderem zusammen mit Syndicate Musikproduktion in München (Sqeezer) und Heiko Maile (Southside Rockers) der Sprung in die Media Control Charts. Auch Royal Melody konnten fast alle Veröffentlichungen in verschiedenen europäischen Dance- & Club-Charts platzieren. Unter dem Pseudonym Miq Puentes stieg er mehrfach in die Top 100 Verkaufs-Charts des online music distributors traxsource ein. Bei einer weiteren Zusammenarbeit mit Heiko Maile konnte er, ebenfalls unter dem Pseudonym Miq Puentes, einige Titel für den Soundtrack des Politthrillers „Die vierte Macht“ beisteuern.

## Projekte

### Colours United
Colours United war eine Hip-Hop-Crew, die im Jahre 1986 von dem New Yorker Rapper Dee Smoove, der damals noch als GI-Soldat in Deutschland stationiert war, und DJ Mike MD gegründet wurde. Im darauf folgenden Jahr werden im Heimstudio von Mike MD die ersten Songs aufgenommen, darunter Can We Be Friends und die vier Jahre später veröffentlichte Single Legally Dope. Mit Colours United und seiner Pforzheimer B-Boy Crew Rocking Force ist Mike MD in den Jahren von 1988 bis 1995 regelmäßig auf Jams in ganz Europa unterwegs.
Gemeinsam mit Dee Smoove setzte er sich vor allem für das friedliche Miteinander ein und engagierte sich im Kampf gegen Rassismus. Die Hip-Hop-Crew arbeitete mit dem fresh FANTASY e. V. auch an einem Projekt gegen Drogenkonsum: KIDS AGAINST DRUGS. Gemeinsam produzierten die Beteiligten die Single Just Say No, die wenig später auf MCA Records erschien.
Colours United standen zunächst bei HYPE! Records unter Vertrag. Wegen Zurückhalten der bereits fertiggestellten Werke unterschrieben Colours United wenig später bei Rude Boy Records.

### Sugarcube Inc
Sugarcube Inc war ein Disco-House-Projekt, welches im Jahr 2001 von den beiden Produzenten und DJs Chris Rockford und DJ Mike MD gegründet wurde. Es folgten diverse Disco House Produktionen. Die erfolgreichste – "Rock The Boat" (ein Cover des Hits der The Hues Corporation) erschien 2005 auf dem Label "Le bien et le mal" und wurde 2012 unter dem Namen Rock The Boat Recall 2012" re-released. Beide betreiben auch eine Produktionsfirma namens Sugarcube Music.

### Coronabros
Das Duo Coronabros bestand aus den beiden Mitgliedern Carlos Serrano Del Rio und DJ Mike MD, die sich im Jahr 2000 kennengelernt hatten. Carlos war damals der Musical Director der Band Maida Vale, die zu dieser Zeit von Mike MD produziert wurde. Im Jahr 2002 gründeten sie dann gemeinsam Coronabros, ein Projekt, mit dem sie hauptsächlich House-Musik mit Latin Flavour machten, ähnlich dem Latin House / Balearic House. Erfolgreich – auch live – waren sie vor allem in Russland.

### Royal Melody
Royal Melody war ein Mainstream House Projekt der Produzenten Chris Rockford und DJ Mike MD, welches 2005 gegründet wurde. Im Jahr 2006 veröffentlichten The Beatfreakz über Spinnin’ Records einen Remix des Songs Blinded By The night von Manfred Mann’s Earth Band, welcher in den niederländischen Mega Top 100 Charts einstieg. Ihr Remix des Welthits von Captain Hollywood Project „More & More Recall 2008“ wurde vom Label A45 music kurzerhand zur offiziellen A-Seite der Re-release erklärt und war kurze Zeit später einige Wochen lang auf Platz eins in etlichen Dancecharts zu finden.

### MD Musikproduktion
Neben seinen künstlerbezogenen Projekten arbeitet DJ Mike MD auch als Musikproduzent für zahlreiche andere Künstler und Projekte, sowohl allein als auch im Team mit anderen Produzenten zusammen. Die Firmierung MD Musikproduktion entstand bei der Zusammenarbeit mit Syndicate Musicproduction aus München. Es entstanden zahlreiche genreübergreifende Produktionen, auch im Bereich Filmmusik und Live Recording. Neuere Projekte gehen musikalisch wieder in Richtung urban beats und Latin Pop, wie z. B. die Zusammenarbeit mit dem chilenischen Rapper Sesman zeigt.

## Diskografie (Auswahl)

### Singles
- 1991: Legally Dope / I Want Your Sex (Colours United – Hot Records)
- 1993: Stop The Racism / Caught You Looking (Colours United – Rude Boy Records)
- 1993: Hardcore Gladiator (Toni L. & DJ Mike MD – MZEE Records)
- 1995: Smoove Is The Name (Colours United – Rude Boy Records)
- 2000: Mi Amor (Maida Vale feat. Carolina Escolano – Maida Vale)
- 2002: Last Christmas (Sugarcube Inc. – Sunnyside Up Records)
- 2005: Blinded By The Light (Royal Melody – Zentimental Records)
- 2006: One Night (Royal Melody – Zentimental Records / a45 Music)
- 2006: Rock The Boat (Sugarcube Inc. & Romy Lombardo -Le bien et le mal / music mail)
- 2006: Blinded By The night (Beatfreakz Remix) (Royal Melody – Spinnin’ Records)
- 2007: Love Is Like Oxygen (Royal Melody – Zentimental Records)
- 2007: La Verdad (Raul Rincon & Coronabros feat. Jannet de Lara – Tenor Recordings)
- 2007: Get Together (Coronabros Casa Latina Remixes) (Ritmo Playaz feat. Paula P'Cay – Kingdom Kome Cuts)
- 2008: Vivir La Vida (Coronabros feat. Victor Carrillo – Soulheat Records)
- 2008: Ay Que Lindo (Miq Puentes – Soulheat Records)
- 2008: More & More – Captain Hollywood Project (Mike MD & Chris Rockford 2008 Remix – a45music)
- 2008: Davy's On The Road Again (Royal Melody – Zentimental Records)
- 2008: A Tu Lado (Coronabros Remixes) (U-Ness feat. Robina – Soulheat Records)
- 2008: Midnight Man (Mike MD Remix) (Chris Rockford – Frauenfunk)
- 2008: Tango Electronica (Mike MD vs. Miq Puentes Remix) (Ford Electro – Rockin Ford Music)
- 2009: Ay Que Lindo – Full Release (Miq Puentes – Soulheat Records)
- 2009: Gotta Get Down – Miami WMC Promo – (Mike MD feat. Romy Lynn – Flashover/Dance Therapy)
- 2009: Rocking With Attitude – Miq Puentes vs. Mike MD Remixes (JetSed – Soulheat Records)
- 2009: Get Breed – Raul Rincon & Mike MD feat Massive Joey & South Connection (eeear music)
- 2010: The Breaks feat Kurtis Blow – Mike MD & Miq Puentes Edit (uptunes music)
- 2010: Mambo King – Miq Puentes, Latinos Locos, Mark Reeve, Carlos Delrio, Chris Rockford, DJ Credo (Mylo Records)
- 2010: Musicas – Miq Puentes, Chris Rockford, DJ Credo, Carlos Delrio (Azucar Distribution)
- 2011: One Hit Wonder Chris Rockford & DJ Credo – Mike MD Vs. Miq Puentes Remix (DIY Records)
- 2013: Samba – Jason Creator feat. Renny MC Lean, Staz (Miq Puentes vs. Mike MD Remix – Sounds United)
- 2019: Por Ti featuring Sesman – Chris Rockford & DJ Mike MD (tokabeatz)
- 2020: Lambo Mambo – Sesman & DJ Mike MD (Recordjet)

### Alben
- 1995: You Talk Too Much (Colours United – Rude Boy Records)
- 2005: Fiesta At Jet Set (Coronabros – Dead Factory / Sunshine Lover)
- 2006: Daynight & Nightlife (Coronabros – Dead Factory / Sunshine Lover)

## Wissenswertes
- Mike MD gründete zusammen mit Toni L die Hip-Hop-Gruppe No Limits, aus der später das Heidelberger Hip-Hop-Kollektiv Advanced Chemistry hervorging.[2]
- Von Mike MD stammt die Aussage: „HipHop ist keine Berufung mehr, HipHop ist Beruf geworden.“[10]
- Unter dem Pseudonym „Miq Puentes“ veröffentlicht und spielt Mike MD cluborientierte elektronische Musik mit lateinamerikanischen Einflüssen.
- In dem Kinofilm Battle of the Year von Benson Lee wurde DJ Mike MD´s track Breakers Dedication Recall 2013 verwendet. Das Original aus dem Jahr 1992 war auch Bonustrack auf dem Debüt-Album von Colours United.